# Hans Peter Møller
Hans Peter Møller (8. maj 1802 i København – 9. juni 1859) var en dansk pianofabrikant.
Faren, Peter Nicolai Møller, var værtshusholder i København; moren var Karen født Christensen. Efter tidlig at være blevet forældreløs kom han i huset hos en uformuende slægtning og blev efter sin konfirmation sat i lære hos pianofortefabrikant Peter Christian Uldahl. Her gjorde hans musikalske øre sig gældende; han kom hurtig til at virke som stemmer, i det han dog også knyttede sit navn til en af ham selv opfunden cylinderlyre, som han fik patent på 1836; han opfandt også en særegen stemmegaffel, den såkaldte orthoakkord (1839). Samtidig var han ivrig livjæger og udgav både sangbøger og en våbenlære for livjægere.
21. august 1829 havde han ægtet Johanne Marie Elisabeth Gebauer (7. december 1806 – 25. december 1830), datter af kunstmaler Christian David Gebauer, og efter hendes død ægtede han 8. oktober 1836 Maren Nicoline Randbøll (1. februar 1807 – 15. januar 1871), datter af mel- og grynhandler Niels Christensen Randbøll, hvis forretning han en kort tid fortsatte ved siden af sin virksomhed som instrumentmager. Han trådte imidlertid nu i forbindelse med pianofortefabrikant C.C. Hornung i Slagelse, og forholdet udviklede sig således, at da Hornung, der snart efter flyttede til København, i 1851 trak sig tilbage, blev det Møller, der overtog hans store virksomhed, som han lykkelig førte videre under firmaet Hornung & Møller. Han var allerede 1850 blevet hofpianoforteinstrumentmager, og han deltog med held i udstillingen 1852 i København og på verdensudstillingen 1855 i Paris.
1828 blev han Dannebrogsmand.
Hans Peter Møller er fader til Frederik og Conrad Møller.
Han er begravet på Assistens Kirkegård. Der findes et litografi efter foto. Xylografi 1882.